# Soera De Opening
Soera De Opening is de eerste en bekendste soera (hoofdstuk) van de Koran.
De soera kan als volgt vertaald worden:
1. In de naam van God, de erbarmer, de barmhartige

2. Lof zij God, de Heer der werelden

3. De erbarmer, de barmhartige

4. De heerser op de Dag des oordeels

5. U dienen wij en U vragen wij om bijstand

6. Leid ons op de juiste weg

7. De weg van degenen aan wie Gij Uw genade geschonken hebt, niet die van degenen op wie toorn rust en niet die der dwalenden.

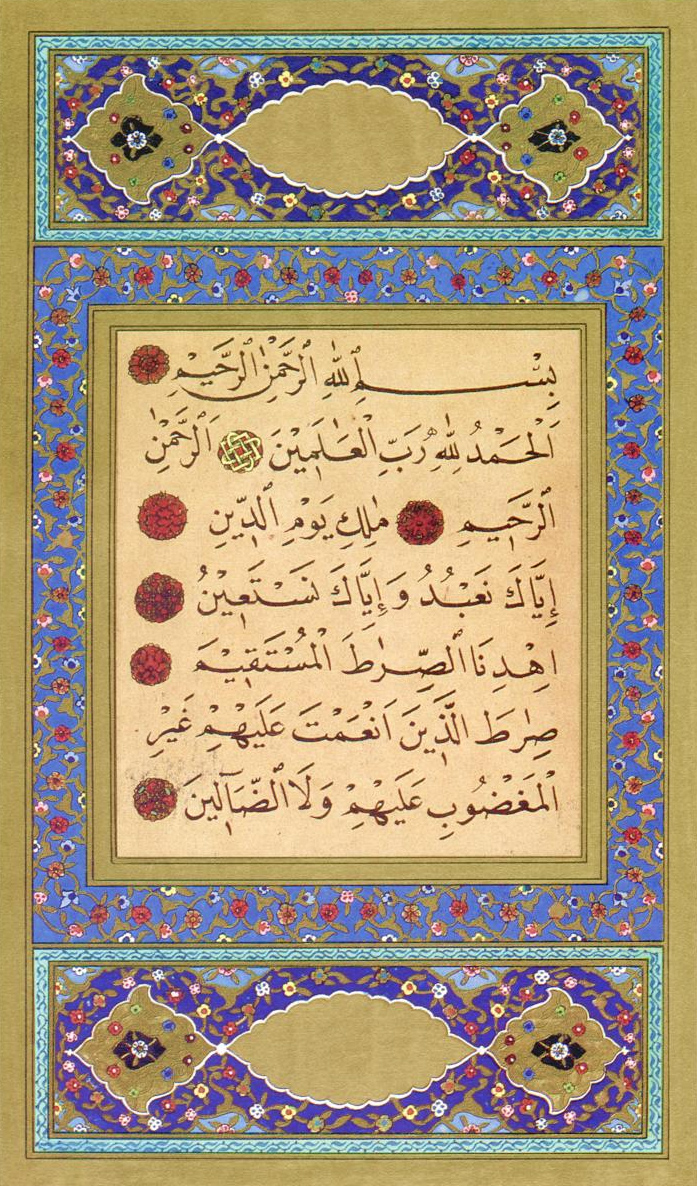
Soera al-Fatiha in een koran uitgewerkt door Hattat Aziz Efendi

In het Arabisch schrift is de tekst als volgt, waarbij een mogelijke transliteratie is toegevoegd:
| 1. Bismillaahir-rahmaanir-rahiem             | 1. بِسْمِ اللهِ الرَّحْمنِ الرَّحِيمِ     |
| 2. Al-hamdoe lillaahi rabbil 'aalamien       | 2. الْحَمْدُ للّهِ رَبِّ الْعَالَمِينَ      |
| 3. Ar-rahmaa-nir-rahiem                      | 3. الرَّحْمـنِ الرَّحِيمِ             |
| 4. Maaliki yawm id-dien                      | 4. مَـلِكِ يَوْمِ الدِّينِ             |
| 5. Iyyaaka na'boedoe wa iyyaaka nasta'ien    | 5. إِيَّاكَ نَعْبُدُ وإِيَّاكَ نَسْتَعِينُ     |
| 6. Ihdina-s-siraathal-moestaqiem             | 6. اهدِنَا الصِّرَاطَ المُستَقِيمَ      |
| 7. Siraat al-ladîna an 'amta 'alaihim        | 7. صِرَاطَ الَّذِينَ أَنعَمتَ عَلَيهِمْ     |
| ghairil maghdhoebi alaihim waladh-dhaal-lien | غَيرِ المَغضُوبِ عَلَيهِمْ وَلاَ الضَّالِّينَ |

## Bijzonderheden
Deze soera wordt tijdens iedere salat enkele keren gereciteerd en heeft ongeveer dezelfde waarde als het Onzevader voor de christenen. 
Het "werelden" uit "de Heer der werelden" in de tweede aya (vers) kan betekenen: alles wat God met een ziel schiep, de verschillende generaties, maar ook deze wereld of het hiernamaals is mogelijk.
Met "de juiste weg" in de zesde en zevende aya kan de levenshouding van waarheid en onderwerping aan God betekenen; volgens de islamitische visie meestal de islam zelf. De joden zouden deze weg hebben verlaten en de christenen zouden de ware kennis hebben verloren. In deze visie zoeken de christenen wel naar kennis, maar raadplegen ze de verkeerde bronnen en wekken daarmee de toorn van God op.